# 12611 Ingres
12611 Ingres là một tiểu hành tinh vành đai chính với chu kỳ quỹ đạo là 2002.1563224 ngày (5.48 năm).
Nó được phát hiện ngày 24 tháng 9 năm 1960.